# ヴァージャ・アザラシヴィリ
ヴァージャ・アザラシヴィリ（グルジア語: ვაჟა აზარაშვილი、英語: Vazha Azarashvili、1936年7月13日 - 2024年2月7日）は、ジョージアの作曲家である。彼の個人アーカイブは、国立写本センターのアーカイブ基金に保存されている。

## 生涯
ヴァージャ・アザラシヴィリは1936年7月13日、民族音楽愛好家の家庭に生まれた。彼はIVミュージックスクールにてアレクサンドル・シャベルザシビリ教授の作曲クラスで学び、その後トビリシ国立音楽院（旧トビリシ・ヴァノ・サラジシヴィリ記念国立音楽院）にてイオナ・ツスキア教授の作曲クラスに在籍した。
1961年にはアンドリア・バランチヴァーゼの指導のもとで大学院の学位を取得し、1964年には同音楽院を卒業した。

## 経歴と功績
1961年以降、アザラシヴィリは自身の創作活動と並行して教育活動にも従事した。彼は州立音楽院の教授を務め、後進の育成に貢献した。
また、1998年から2007年までの期間、ジョージア作曲家連合の議長を務め、ジョージアの音楽界において重要な役割を担った。

## 死去
ヴァージャ・アザラシヴィリは2024年2月7日に87歳で死去した。